# 1184

## Esdeveniments
Països Catalans
- Ermengol VIII esdevé comte d'Urgell

Resta del món
- Pavimentació dels carrers de París, fet que suposa un avenç higiènic
- Comença la construcció de la Giralda, a Sevilla
- 18 de març - Província de Settsu, Japó: Batalla d'Ichi-no-Tani, amb victòria dels Minamoto sobre els Taira.[1]
- 4 de novembre - Butlla papal Ad Aboldendam contra diversos grups acusats d'heretgia

## Necrològiques
Països Catalans
- 11 agost a Requena: Ermengol VII d'Urgell

Resta del món
- 21 de febrer - Ōtsu, Japó: Minamoto no Yoshinaka, cinquè shogun.
- 27 de març - Jordi III de Geòrgia, rei de Geòrgia del 1156 al 1184.